# Donal McCann
Donal McCann (Dublino, 7 maggio 1943 – Dublino, 17 luglio 1999) è stato un attore irlandese, noto per la sua lunga e prolifica collaborazione con Brian Friel e per il suo ruolo da protagonista nel film The Dead di John Huston. Nel 2020, l'Irish Times lo ha collocato al 45º posto nell'elenco dei più grandi attori cinematografici irlandesi.

## Biografia

### Primi anni
Donal McCann nasce a Dublino. Suo padre, John J. McCann, era un drammaturgo e politico che servì due volte come sindaco di Dublino. Nonostante nel 1962 avesse recitato già recitato al Terenure College in uno spettacolo scritto dal padre, Donal si dedicò dapprima agli studi di architettura, per poi accettare un lavoro come apprendista subeditore presso l'Evening Press; ciò gli permise di iscriversi all'Abbey Theatre e seguire lezioni di recitazione part-time. Alla fine degli anni '60 si unì alla compagnia teatrale dell'Abbey.

### Carriera
Tra i suoi primi ruoli si ricorda Cuchulainn in On Baile Strand (1966) di WB Yeats, ed Estragon in una produzione di Waiting for Godot di Samuel Beckett in collaborazione con Peter O'Toole nei panni di Vladimir (1969). 
Da sempre legato ai ruoli del canone letterario irlandese, negli anni '80 fu il Capitano Boyle ("Paycock") nell'acclamata produzione del classico di Seán O'Casey Juno and the Paycock   al Gate Theatre.
Fruttuosa fu la sua collaborazione con il drammaturgo irlandese Brian Friel. Nel 1970 ottenne la parte di Gar O'Donnell in un adattamento cinematografico di Philadelphia, Here I Come, mentre nel 1980 interpretò il Guaritore Frank Hardy in Faith Healer (ruolo che riprese nel 1994). Con Friel collaborò anche in Translations (1988) e Wonderful Tennessee (1993). 
Per Friel, il lavoro di McCann aveva "caratteristiche straordinarie che vanno oltre la recitazione ... è profondamente spirituale". 
Il ruolo più famoso di McCann è stato forse quello di Thomas Dunne in The Steward of Christendom di Sebastian Barry, per cui nel 1995 vinse il London Critics Circle Theatre Award come miglior attore. Ripresa al Gate Theatre nel 1996 e alla Brooklyn Academy of Music nel 1997, la sua "performance di indiscutibile grandezza" (New York Observer) gli vinse il plauso del Newsweek, che lo definì "una star di statura mondiale", e del New York Times, che lo salutò come "sorprendente attore irlandese... ampiamente considerato come il migliore di tutti". 
Sui palcoscenici londinesi, McCann ha recitato con Anthony Sher in Prayer for My Daughter  (1978) e con Helen Mirren in Miss Julie (1971).
Ha lavorato spesso con il regista Neil Jordan (in Angel, The Miracle e High Spirits). 

### Vita privata
McCann combatté depressione e alcolismo per tutta la vita. 
Era un appassionato di disegno e di corse di cavalli. 

### Morte
Morì all'età di 56 anni di cancro al pancreas. 

## Filmografia

### Cinema
- Il principe di Donegal (The Fighting Prince of Donegal), regia di Michael O'Herlihy (1966)
- La forca può attendere (Sinful Davey) , regia di John Huston (1969)
- L'agente speciale Mackintosh (The Mackintosh Man), regia di John Huston (1973)
- Philadelphia, sto arrivando! (Philadelphia, Here I Come!), regia di John Quested (1975)
- Poitìn, regia di Bob Quinn (1978)
- Angel, regia di Neil Jordan (1982)
- Reflections, regia di Kevin Billington (1984)
- Cal, regia di Pat O'Connor (1984)
- Summer Lightning, regia di Paul Joyce (1984)
- La mia Africa (Out of Africa), regia di Sydney Pollack (1985)
- Rawhead Rex, regia di George Pavlou (1986)
- The Dead - Gente di Dublino (The Dead), regia di John Huston (1987)
- High Spirits - Fantasmi da legare (High Spirits), regia di Neil Jordan (1988)
- December Bride, regia di Thaddeus O'Sullivan (1991)
- Un amore, forse due (The Miracle), regia di Neil Jordan (1991)
- The Bishop's Story, regia di Bob Quinn (1994)
- Intrigo perverso (Innocent Lies), regia di Patrick Dewolf (1995)
- Io ballo da sola (Stealing Beauty), regia di Bernardo Bertolucci (1996)
- Il bacio del serpente (The Serpent's Kiss), regia di Philippe Rousselot (1997)
- Illuminata, regia di John Turturro (1998)

## Doppiatori italiani
- Francesco Carnelutti in The Dead - Gente di Dublino
- Rodolfo Bianchi in Io ballo da sola
- Angelo Nicotra in Illuminata